# 김홍곤
김홍곤은 실업팀인 롯데 자이언트에서 뛰었던 전 야구 선수다.

## 출신 학교
- 연세대학교

## 같이 보기
- 1976년 롯데 자이언트 시즌
- 1978년 롯데 자이언트 시즌